# Uraganul Nadine (2012)
Format:Infobox Hurricane Uraganul Nadine a fost al patrulea cel mai longeviv uragan din Oceanul Atlantic, al paisprezecelea ciclon tropical din sezonul de uragane din Atlantic din anul 2012. Nadine s-a dezvoltat dintr-un val tropical , la vest de Capul Verde în 10 septembrie. Până a doua zi, a devenit furtuna tropicală. Inițial, a urmărit o traiectorie spre nord-vest, apoi s-a întors spre nord, îndepărtându-se de pământ. În 15 septembrie, Nadine a atins statutul de uragan în timp ce se îndrepta spre est. În scurt timp, o creștere a forfecării verticale a vântului i-a slăbit din intensitate și, în 16 septembrie, a revenit la statutul de furtună tropicală. În ziua următoare, furtuna a început să se deplaseze spre nord-est, amenințând Insulele Azore, dar la sfârșitul zilei de 19 septembrie, Nadine a virat spre sud-est înainte de a ajunge la insule. Cu toate acestea, furtuna a produs vânturi puternice pe câteva insule. Pe 21 septembrie, furtuna a virat spre sud-est, în timp ce se afla la sud de Insulele Azore. Mai târziu în acea zi, Nadine a făcut tranziția într-o zonă de depresiune non-tropicală.
Din cauza condițiilor favorabile rămășițele furtunii s-au regenerat într-un ciclon tropical pe data de 24 septembrie. După regenerare, furtuna a făcut o buclă ciclonică și a șerpuit încet peste Atlanticul de est. În cele din urmă, Nadine a virat spre sud-sud-vest, unde a rămas pe loc. La data de 28 septembrie, furtuna s-a întors spre nord-vest și a redevenit uragan. Ciclonul s-a intensificat, viteza vântului ajungând până la 90 mph (140 km/h) pe 30 septembrie. În ziua următoare, deoarece condițiile erau din ce în ce mai nefavorabile, intensitatea a scăzut la 65 mile pe oră (105 km/h), redevenind furtună tropicală. Curenții de aer puternici și scăderea temperaturii de suprafața a oceanului au slăbit semnificativ furtuna. Ce a mai rămas din Nadine a trecut prin Azore în data de 4 octombrie și a adus vânturi relativ puternice asupra insulelor.